# كامين-نا-أوبي
كامين-نا-أوبي (بالروسية: Камень-на-Оби) هي إحدى مدن روسيا في الكيان الفدرالي الروسي ألطاي كراي.